# Band on the Run
Band on the Run er et album Paul McCartney & Wings, udgivet i 1973. Det er Wings' tredje album. Det blev Wings' mest succesrige album og det mest kendte af McCartneys albummer efter beatlestiden. I 1974 var det det mest solgte album i Storbritannien og Australien. 
| 1. | "Band on the Run" | 5:10 |
| 2. | "Jet"             | 4:06 |
| 3. | "Bluebird"        | 3:22 |
| 4. | "Mrs Vandebilt"   | 4:38 |
| 5. | "Let Me Roll It"  | 4:47 |

| 6.  | "Mamunia"                                          | 4:50 |
| 7.  | "No Words"                                         | 2:33 |
| 8.  | "Helen Wheels" (kun USA og international; ikke UK) | 3:34 |
| 9.  | "Picasso's Last Words (Drink to Me)"               | 5:50 |
| 10. | "Nineteen Hundred and Eighty-Five"                 | 5:27 |

| 11. | "Country Dreamer" | 3:08 |